# Conus lamellosus
Conus lamellosus é uma espécie de gastrópode do gênero Conus, pertencente à família Conidae.